# Friedhof Adlershof

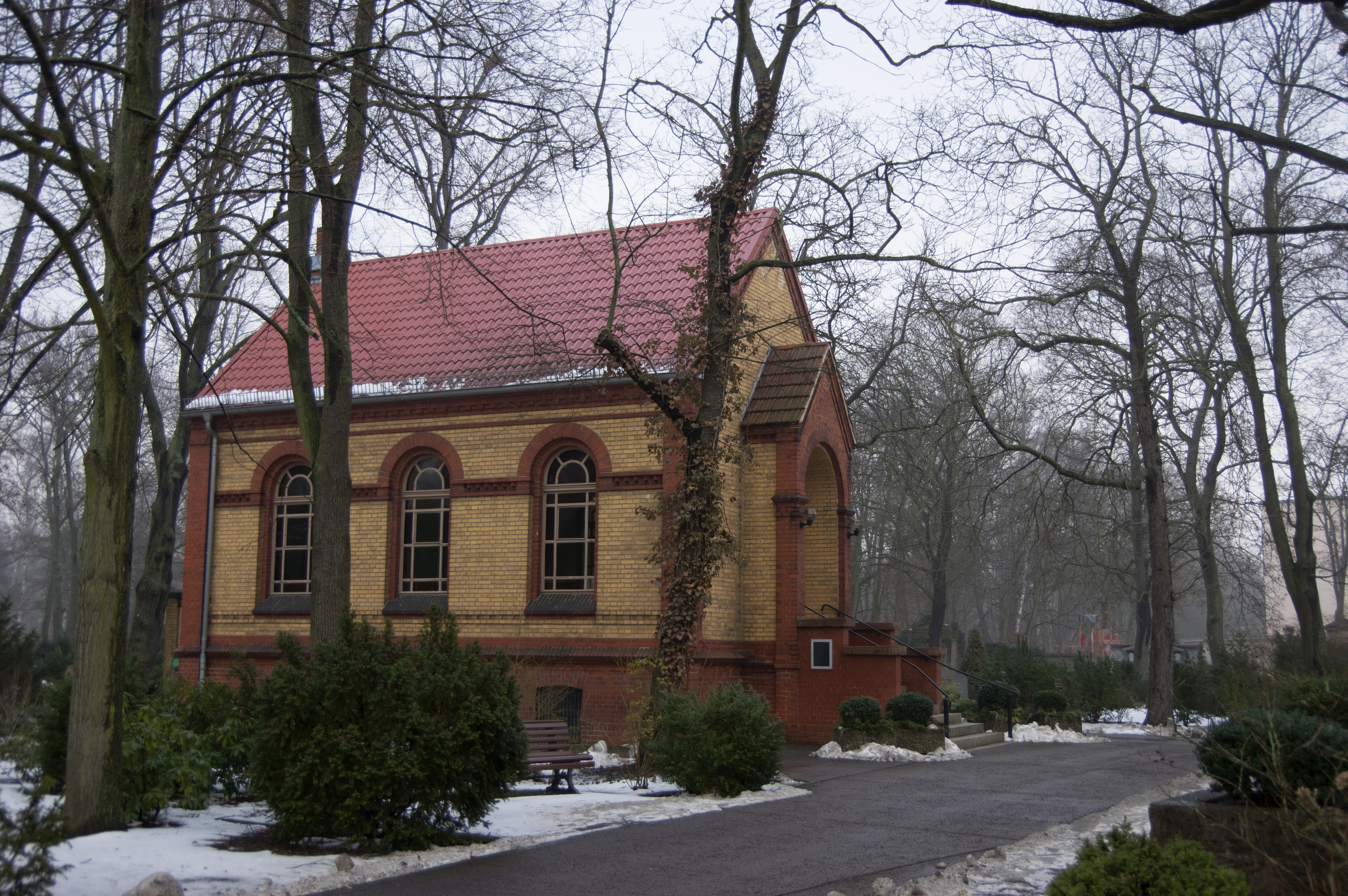
Friedhofskapelle Adlershof

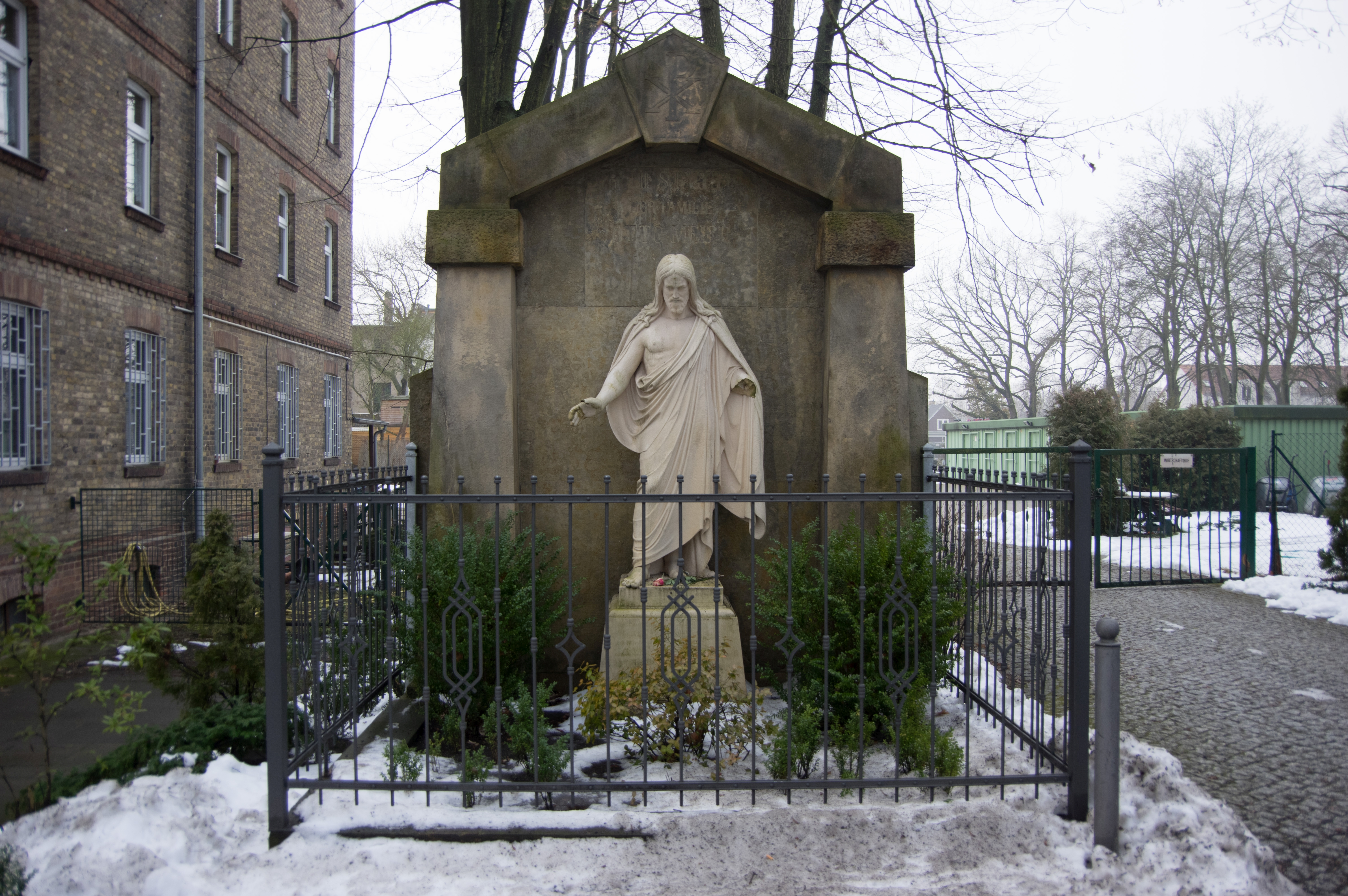
Grabmal mit Jesusfigur

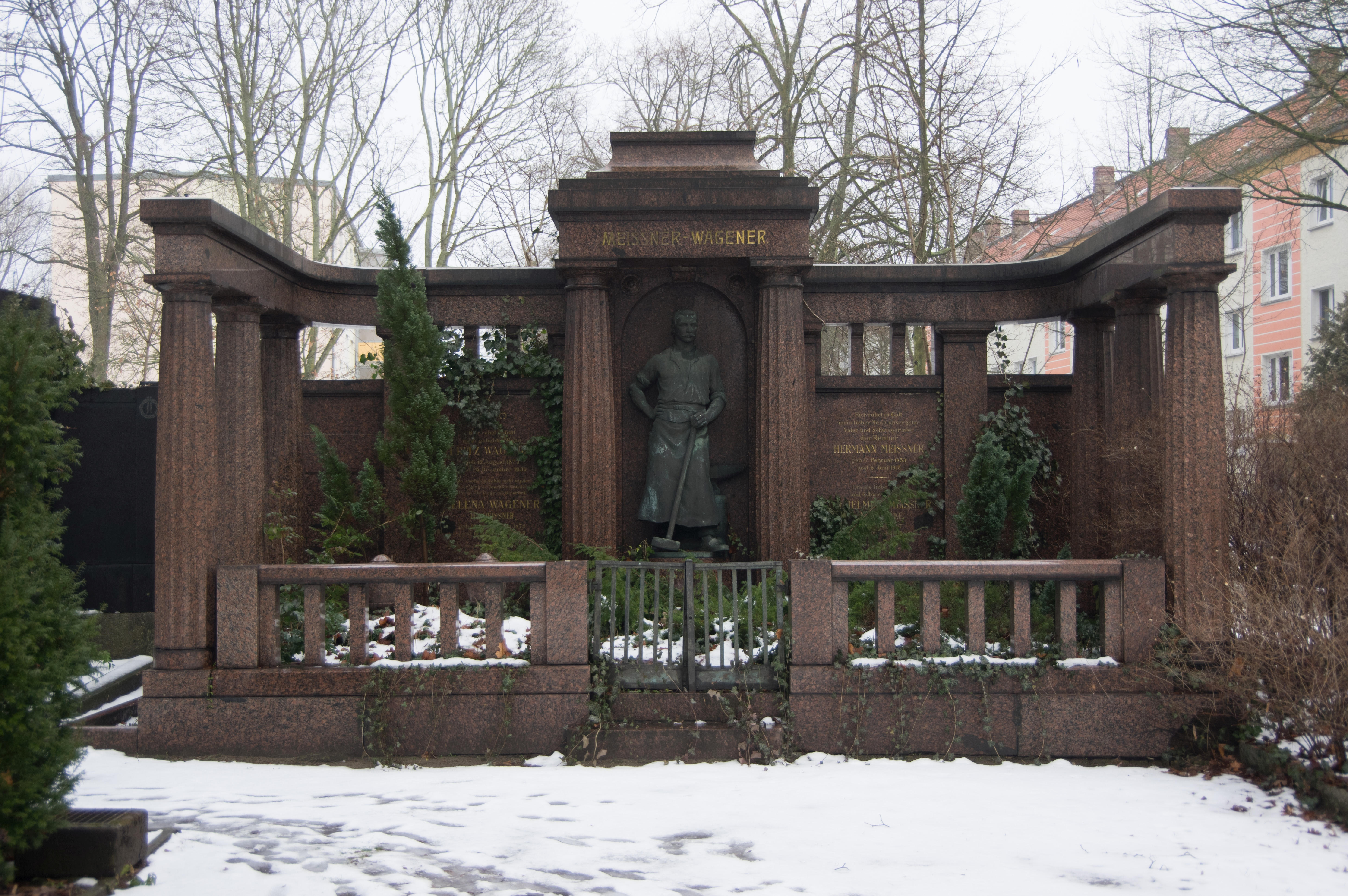
Erbbegräbnis

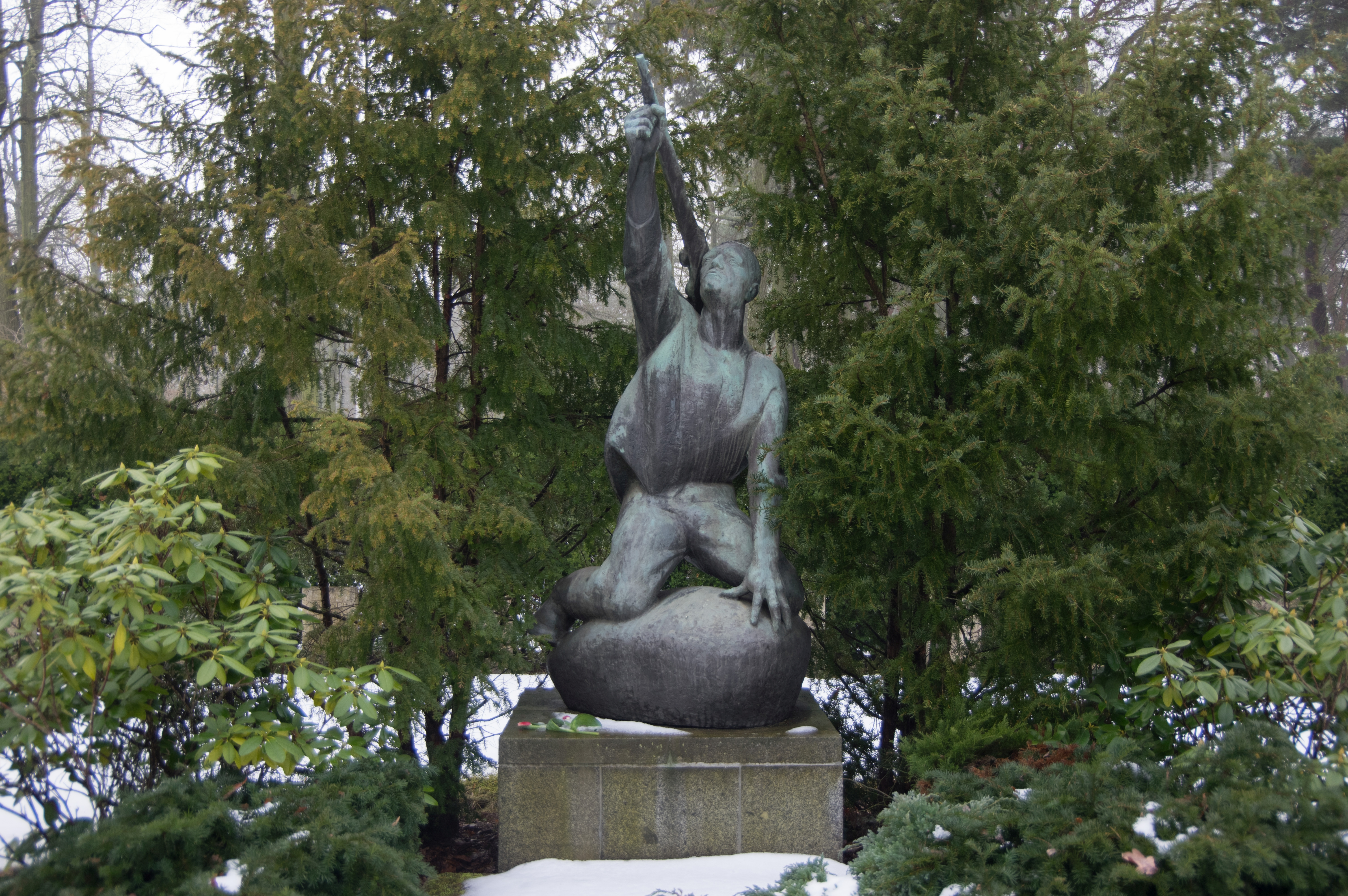
Für die Kämpfer gegen den Kapp-Putsch

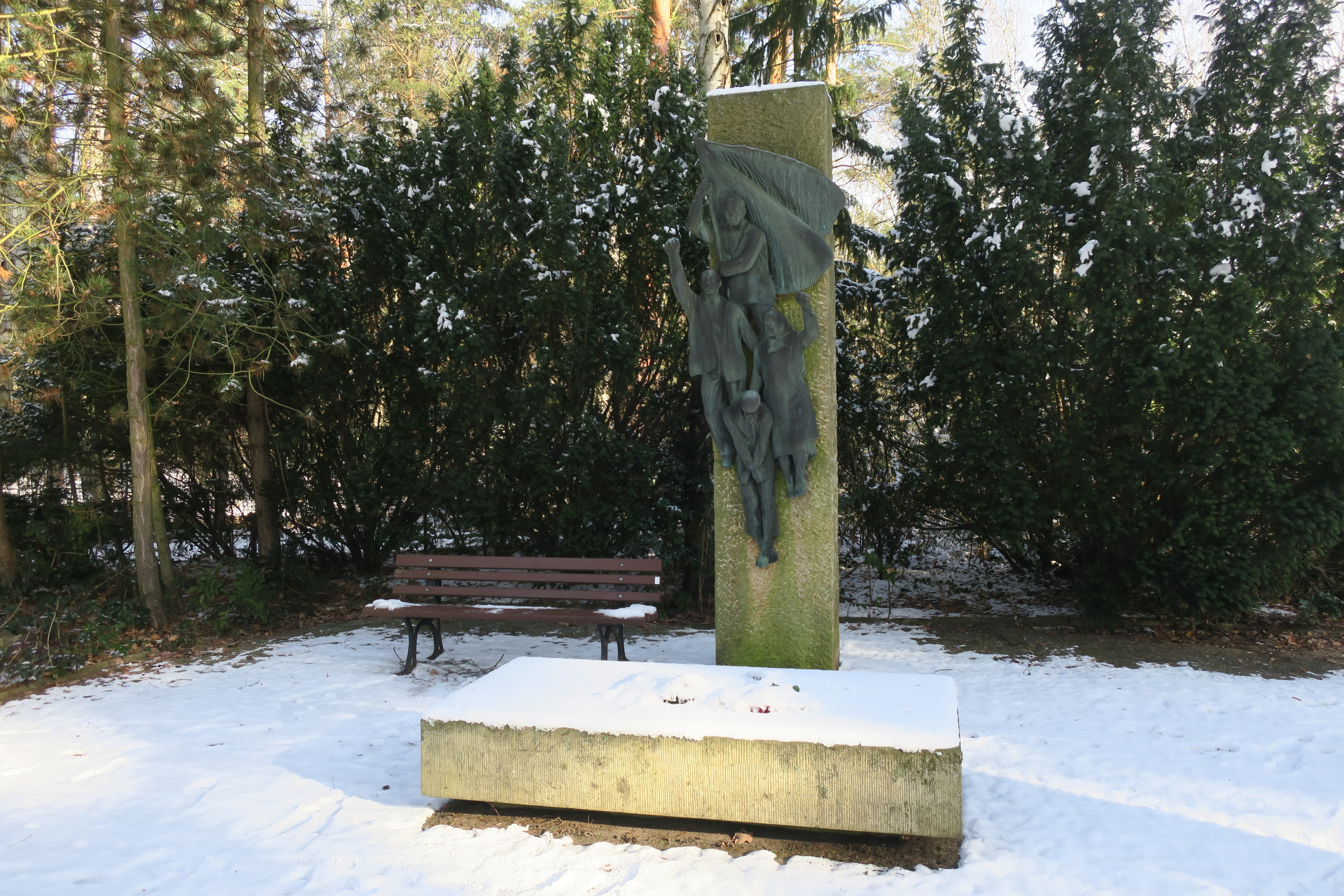
Bronzestele des Bildhauers Gerhard Thieme

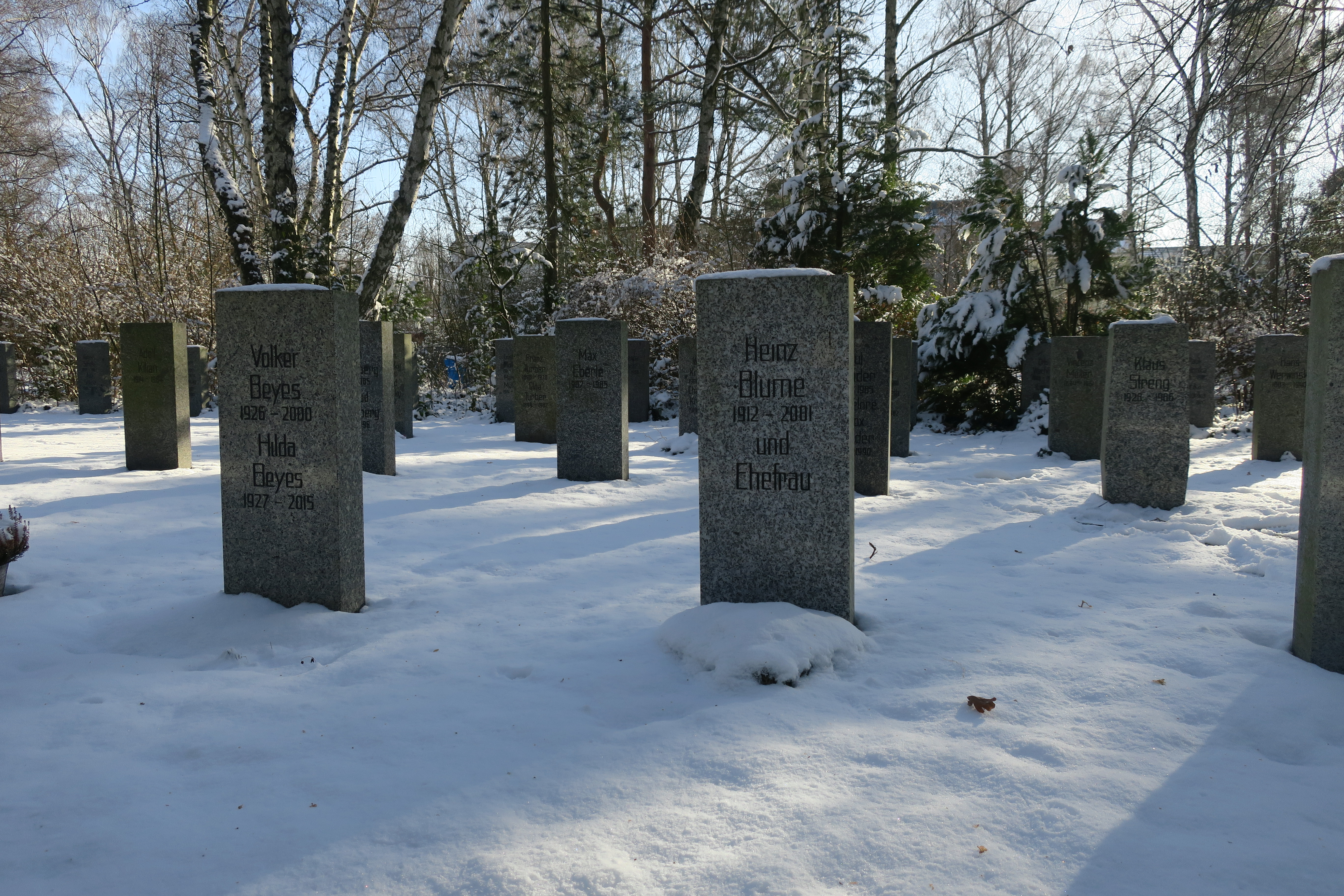
Gräberfeld für Verfolgte des Naziregimes

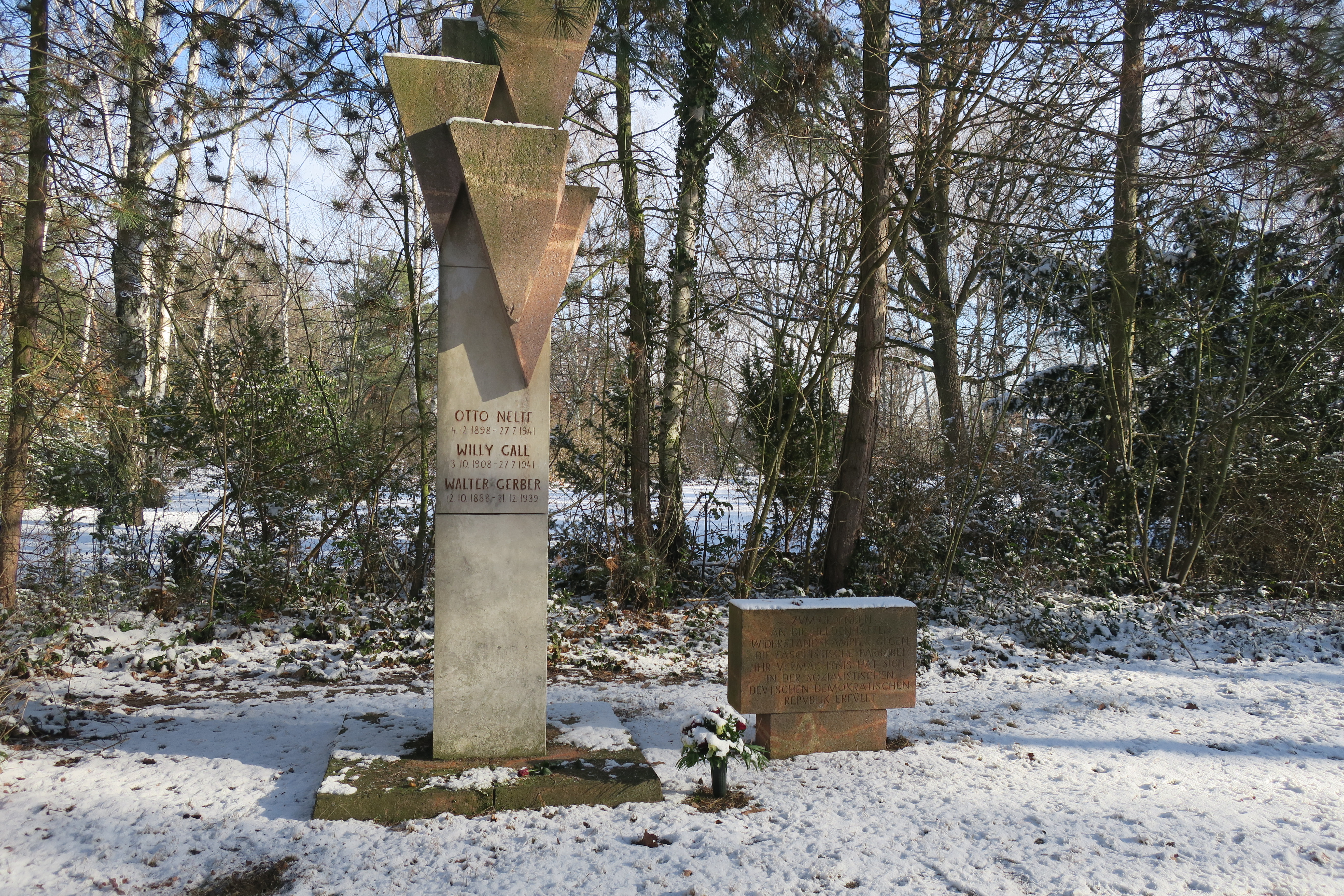
Für die Widerstandskämpfer Otto Nelte, Willi Gall und Walter Gerber

Der Friedhof Adlershof befindet sich in der Friedlander Straße 156 im Berliner Bezirk Treptow-Köpenick, Ortsteil Adlershof. Er wurde ab Oktober 1877 angelegt, immer wieder erweitert und umfasst im Jahr 2014 eine Fläche von 121.223 m², auf der viele alte Bäume stehen.

## Geschichte
Adlershoff, zunächst Süß(sz)engrund genannt, wurde am 14. April 1754 als Kolonisten-Etablissement im Cöllnischen Forst gegründet. Seit 1879 trägt der Gutsbezirk Adlershoff und Süszengrund den einheitlichen Namen Adlershof. Die Bewohner hatten ihren ersten Friedhof auf einem Grundstück des Gutsbesitzers an der Dorfstraße, der späteren Bismarck- und seit 1951 Dörpfeldstraße. Dieser wurde um 1850 herum eingeebnet. Im Jahr 1890 wurde auf dem Gelände dann die erste Gemeindeschule für Knaben erbaut.
Nach Aufgabe der Maulbeerbaumplantage wurde der Friedhof ein Stück weiter an die Kronprinzen-, (seit 1951 Wassermannstraße) verlegt und zwar zwischen der Bismarck- und Selchowstraße. Angesichts der zunehmenden Bebauung erwies sich auch dieses nah am Ortszentrum gelegene Areal als ungeeignet. Zudem stieg die Anzahl der Sterbefälle an, womit mehr Platz gebraucht wurde. Starben im Jahr 1847 19 Menschen, waren es 1903 schon 183 Todesfälle.
Im Oktober 1877 entschied sich der Gemeinderat für ein am nordwestlichen Rand des Gemeindegebietes gelegenes 5462 m² großes Grundstück, welches unmittelbar an die Cöllnische Heide grenzte.
Die Größe des historischen Begräbnisplatzes lässt sich vom Friedhofszugang Friedlander Straße/Hackenbergstraße erahnen, denn die rechtwinklig zueinander verlaufenden zwei Mauern im Osten und Norden mit den Erbbegräbnissen markierten früher das gesamte Gelände.
1886 wurde die erste Adlershofer Friedhofs-Gebührenordnung erlassen. Durch die infolge der Bevölkerungsentwicklung steigenden Sterbeziffern wurde die Verwaltung des Friedhofs immer teurer. Die Gemeinde installierte auch gleich einen aus drei Mitgliedern bestehenden Friedhofsausschuss, der über die Einhaltung der Gebührenordnung wachte.
Anfangs führte von der Dorfstraße aus nur ein kleiner Feldweg zum Friedhof, im Volksmund Kirchhofsweg genannt, der in etwa schon der späteren Hackenbergstraße entsprach.
Da die Anzahl der Bestattungen stetig anstieg, wurde schließlich auch eine befestigte Zufahrt zum Friedhofseingang erforderlich, doch vor der Zufahrt war noch ein Grundstück des Köpenicker Bäckermeisters Hugo Hackenberg (1849–1922) im Weg. In der Gemeindevertretungssitzung Ende Oktober 1889 erfolgte eine Einigung zwischen den Gemeindeinteressen und dem Bäckermeister: die neue Straße durfte über sein Grundstück führen, wofür sie nach ihm in Hackenbergstraße benannt wurde. Im Jahr 1892 ließ der Gemeinderat die Hackenbergstraße pflastern, womit eine ordnungsgemäße Anbindung gewährleistet war.
Eine Feierhalle für die Beisetzungen fehlte anfangs noch. Im Juli 1894 erhielt der aus Adlershof stammende Bauunternehmer Albert Pförtner den Auftrag zum Bau einer Kapelle mit Leichenhalle. Der Bau kostete die Gemeinde 6000 Mark und war innerhalb von fünf Monaten fertiggestellt.
Aus der Zeit zwischen 1892 und 1902 stammen die meisten der prachtvollen Erbbegräbnisse an den historischen Friedhofsmauern. Kolonisten, Fabrikbesitzer, Kaufleute und Lehrer schufen sich und ihren Familien eine bleibende Erinnerung über den Tod hinaus.
Im Jahr 1903 weihte der Ortsgeistliche den kommunalen Adlershofer Friedhof feierlich ein. Zu dieser Zeit erfolgte eine erste Erweiterung des Geländes in die Cöllnische Heide hinein. Von den anfangs 5462 m² erreichte der Friedhof Adlershof bis 1942 eine Gesamtfläche von 33.990 m². Bis dahin waren um die 10.000 Personen auf dem Friedhof bestattet worden.
In den letzten Kriegsjahren und auch danach wurde der Friedhof um ein Vielfaches erweitert, bis auf die Fläche von 121.223 m² (Stand im Jahr 2014).
Das seit 2001 zuständige Bezirksamt Treptow-Köpenick hat beschlossen, dass ab 1. Januar 2008 auf der östlichen Teilfläche in Verlängerung der Wassermannstraße keine neuen Beisetzungen mehr stattfinden dürfen. Nach einer Ruhefrist von 30 Jahren soll dort eine Umwidmung in eine öffentliche Grünanlage stattfinden, womit sich die Friedhofsfläche um etwa ein Drittel verkleinert.

## Beschreibung
Neben dem Haupteingang an der Friedlander Straße 156, Ecke Hackenbergstraße, wo auch die Friedhofsverwaltung sitzt, gibt es folgende weitere Eingänge: an der Friedlander Straße Ecke Wassermannstraße, in der Helbigstraße (geschlossen) und in der Cöllnischen Heide.
Da der Friedhof über einen alten, gesunden Baumbestand verfügt, wird er auch als Waldfriedhof eingeordnet. Die Hauptwege im älteren Teil werden von Linden gesäumt.
Drei Gedenkstätten haben auf dem Adlershofer Friedhof verteilt Platz gefunden:
- ein Ehrenhain für die Gefallenen des Ersten Weltkrieges mit Kissenplatten auf einer Rasenfläche,
- eine Gedenkstätte für die Toten des Kapp-Putsches von 1920 mit einer Plastik Das Vermächtnis des Kämpfers von Hans Kies,[1] davor eine Tafel mit der Inschrift „Dem Gedenken der im Kampf gegen die Reaktion gefallenen Sozialisten“ und dahinter Gedenksteine mit den Namen der Verstorbenen,[2]
- eine Gedenkstätte für die Verfolgten des Nationalsozialismus mit einer Bronzestele des Bildhauers Gerhard Thieme und dahinter Grabsteine mit Namen und Lebensdaten der hier Bestatteten.[3]

Bestattet sind auf dem Friedhof auch zahlreiche bekannte Persönlichkeiten der Ortsgeschichte. Viele Namen erinnern an altes Adlershofer Handwerk und Gewerbe.

## Grabmäler und Persönlichkeiten
- Gottfried Gleichfeld (1828–1892), Begründer der politischen Gemeinde von Adlershof
- Friedrich Leopold (1837–1899), erster Vorsteher der Gemeinde Adlershof[3]
- Richard Hansen (1854–1916), Fabrikbesitzer, Vorsitzender des Kreiskriegerverbandes Teltow
- Dorothea Breitbeil (1898–1972) alias Dora Colani, Gesangslehrerin und Konzertsängerin
- Max Goosmann (1899–1971), Pfarrer der Bekennenden Kirche in Adlershof
- Wolfgang Heinz (1900–1984), Schauspieler, Intendant des Deutschen Theaters (Ehrengrab des Landes Berlin)
- Lieselotte Welskopf-Henrich (1901–1979), Schriftstellerin (Ehrengrab des Landes Berlin)
- Emil R. Greulich (1909–2005), Schriftsteller
- Boris Djacenko (1917–1975), Schriftsteller
- Lukas Richter (1923–2000), Musikwissenschaftler
- Rudi Hinte (1927–2018), Ortschronist von Adlershof[4][5]
- Karlheinz Drechsel (1930–2020), Musikjournalist und Jazzmusiker
- Michael Brückner (1939–1998), Bezirksbürgermeister von Berlin-Treptow 1990–1998